# Zeina Akar
Zeina Akar Adar (arabiska: زينة عكر عدرا) född 1975 i Koura, är en libanesisk politiker som har fungerat som landets vice premiärminister samt försvarsminister. Hon är den första kvinnliga försvarsministern i ett arabiskt land.

## Bakgrund och privatliv
Akar hör till den grekisk-ortodoxa kyrkan. Hon är gift med affärsmannen Jawad Adra. Paret var tvunget att ha sin vigsel på Cypern då Adra är sunnimuslim och den libanesiska lagen förbjuder vigsel mellan personer som har olika religioner. Akar har studerat marknadsföring och förvaltning vid Lebanese American University. I 1997 grundade hon med sin make den icke-statliga och icke-vinstdrivande organisationen Social and Cultural Development Association (INMA).

## Politisk karriär
Akar stöddes vid valet som vice premiärminister och försvarsminister av partiet Fria patriotiska fronten. I Hassan Diabs regering fanns det också fem andra kvinnor, bland annat Mary Claude Negm som justitieminister och Lamia Yamen Al-Dwaihi som arbetsminister.
Officiellt är Akar en partilös minister.